# Masa własna pojazdu
Masa własna pojazdu – masa pojazdu (lub zespołu pojazdów), nie wliczając jego ładunku, w stanie nieruchomym i gotowym do drogi, którą określiły właściwe władze kraju rejestracji pojazdu.
Zgodnie z obowiązującym w Polsce prawem o ruchu drogowym jest to masa pojazdu z jego normalnym wyposażeniem, paliwem, olejami, smarami i cieczami w ilościach nominalnych, bez kierującego.
Według dyrektywy europejskiej 95/48/EC masa własna definiowana jest wraz z kierowcą ważącym 75 kg. Konsekwencją tego są dane homologacyjne pojazdów, które zawierają masę własną wraz z kierowcą, co w rezultacie prowadzi do tego, iż w dowodach rejestracyjnych pojazdów masa własna zawiera masę kierowcy.